# Jean Anthelme Brillat-Savarin
Jean Anthelme Brillat-Savarin [ejtsd: brijá szavaren] (Belley, 1755. április 1. – Párizs, 1826. február 2.); eredeti nevén Jean Anthelme Brillat, (másutt Brant Savarinként is írják); francia jogász és politikus volt, aki epikureistaként és gasztronómusként szerzett hírnevet. A Savarin nevet egy nagynénjétől örökölte, aki jelentős vagyont hagyott rá azzal a feltétellel, hogy felveszi a vezetéknevét.
Mondd meg, mit eszel, s megmondom, ki vagy.

## Korai évek
Brillat-Savarin Belley városában született, ahol a Rhône folyó Franciaországot elválasztotta az akkori Savoyától. Felmenői közt több jogász volt, és a hagyományokat követve maga is jogot, valamint kémiát és orvostudományt tanult Dijon városában. Szülővárosába visszatérve jogászként praktizált.
A nagy francia forradalom kezdetén Belley (járási székhely) bírája volt, mint föderalista.
A nagy francia forradalomban a federalista kifejezést a mérsékeltebb elemekből álló girondisták pártja viselte, miután a párizsi klubok zsarnokságával szemben a vidéki közélet emelését tűzte ki célul. Ebben az elnevezésben az törekvés is rejlett, hogy a pártot gyűlöltté tegyék a nép előtt, mint amely párt az egységes állam széttépésére vágyik, hogy helyébe a tartományok szövetségét tehesse és a fővárost a vidéknek rendelje alá.

## Későbbi évek, politika
1789-ben, a francia forradalom kezdetén részt vett a rendi gyűlésben, amely később alkotmányozó nemzetgyűléssé nyilvánította magát, és ahol kisebb hírnévre tett szert elsősorban a halálbüntetés mellett kampányoló beszéde miatt.
A nemzetgyűlés feloszlása után visszatért Belley városába, ahol polgármesterré választották, ám nemsokára menekülnie kellett, mert vérdíjat tűztek a fejére. Először Svájcban keresett politikai menedéket, majd Hollandiában. Végül az Amerikai Egyesült Államokba költözött, ahol három évet töltött Boston, New York, Philadelphia és Hartford városaiban. Francia- és hegedűórákból biztosította a megélhetését, egy ideig pedig első hegedűs volt a New York-i Park Theater-ben.
1797-ben, a Direktórium idején tért vissza Franciaországba, ahol élete végéig a Legfelsőbb Bíróság (Cour de Cassation) tagja volt, és 1800 után a semmítőszék ülnöke lett. Számos jogi és gazdaságpolitikai írást publikált. Soha nem nősült meg, de nagyra értékelte a szerelmet, amit “hatodik érzékként” definiált.

## Gasztronómia

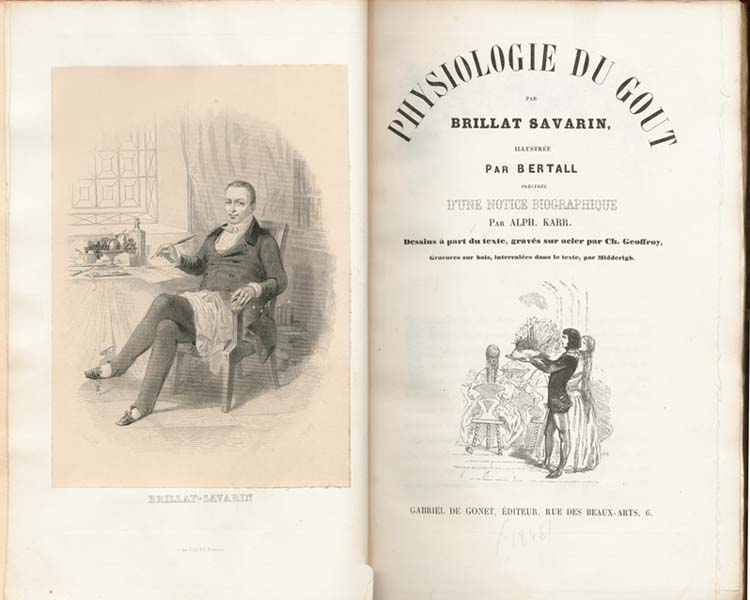
La Physiologie du Goût (Az ízlés fiziológiája) című könyv címlapja, a szerző portréjával (1848)

1825 decemberében, két hónappal halála előtt jelent meg Az ízlés fiziológiája című műve, mellyel hírnevét is megalapozta. Magyarországon először 1912-ben jelent meg, Ambrus Gizella és Ambrus Zoltán fordításában.
A néhol meglehetősen terjengős, aforizmákkal és axiómákkal teli könyv a mai napig az egyik legfontosabb és leggyakrabban elemzett gasztronómiai mű. A könyv fejezeteit egy-egy "meditáció" jelenti, melyekben Brillat-Savarin az asztali örömökről értekezik.
Stílusára az ancien régime nagyjai, például Voltaire és Rousseau voltak nagy hatással.
Az epikureus filozófia a könyv minden oldaláról visszaköszön. Brillat-Savarint a legegyszerűbb étel is kielégítette, feltéve, hogy azt művészi színvonalon készítették el. Véleménye szerint “azoknak, akik gyomorrontásban szenvednek, vagy akik lerészegednek, sejtelmük sincs az evés és ivás alapelveiről.”
Egy része a műnek valóságos szakácskönyv, az ételek ingredienciájának (alkotórész, kellék), elkészítése és feltálalási módjának pontos leírásával, más része a helyes életrendre oktat, tanít. Egy újabb rész a nevezetesebb ételek történetét mondja el, de foglalkozik a vendégségek anyagi és szellemi berendezésével, különös súlyt fektet arra, hogy a vendégség mindenkor megfelelő szellemi élvezettel is járjon. Végül pedig, az ínyencség apoteózisát, (dicsőítését, felmagasztalását) tartalmazó költői epilógus zárja be a művet.
A mai olvasó számára Brillat-Savarin anekdotái nyújtják a legnagyobb élvezetet. Kijelentette például többek között, hogy „a sajt nélkül végződő vacsora olyan, mint egy félszemű szépasszony”, illetve, hogy „egy új fogás felfedezése több örömet okoz az emberiségnek, mint egy csillag felfedezése”.

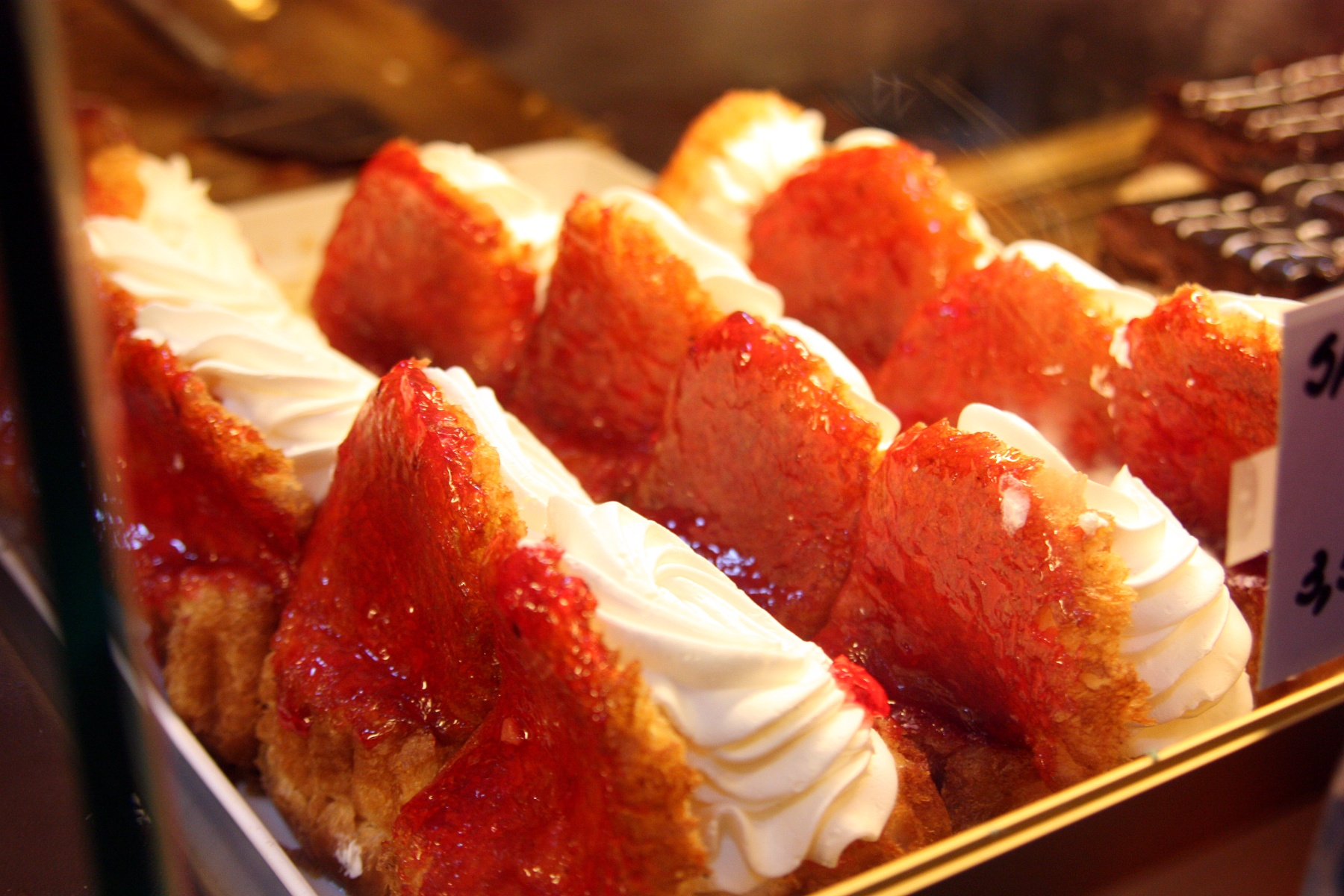
A savarin(e) nevű sütemény

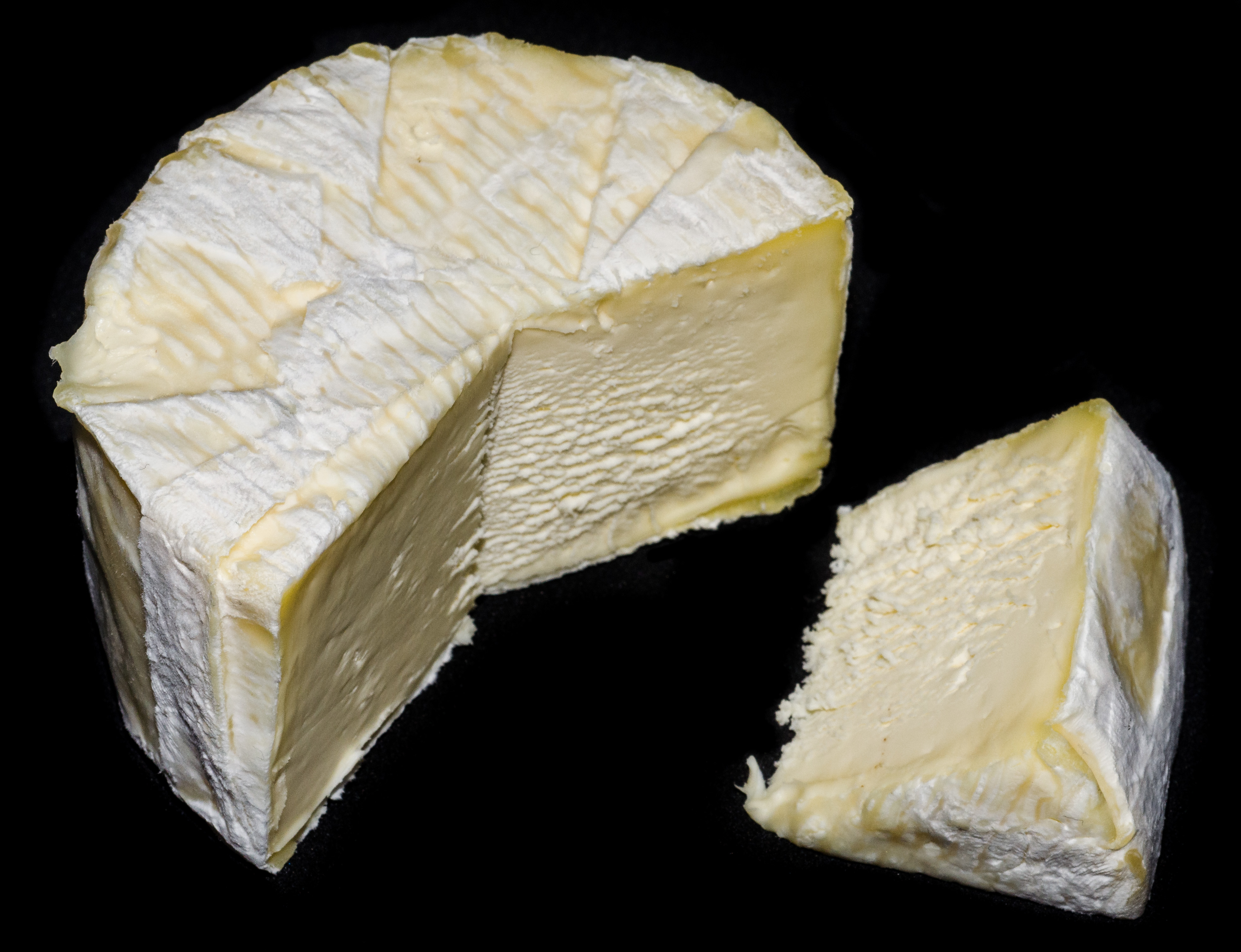
A brillat-savarin sajt

## Hatása
Egy 1890-ben bemutatott francia sajtfajtát (Excelsior vagy Délice des gourmets) 1930-ban Brillat-Savarin tiszteletére „brillat-savarin”-nek nevezték el. 1856-ban az író nevét nevét kapta a „savarin” (vagy „savarine”) nevű krémes süteménycsalád.

## Magyarul megjelent művei
- Az ízlés fiziológiája; ford. Ambrus Zoltán, Ambrus Gizella; Singer-Wolfner, Bp., 1912 (hasonmásban: 1986)
- Egy ínyenc elmélkedései. Az ízlés fiziológiája; ford. Ambrus Zoltán, Ambrus Gizella; Quattrocento, Bp., 2013